# Kacsányi László
Kacsányi László, Ladislav Kačáni (Losonc, 1931. április 1. – 2018. február 5.) csehszlovák válogatott magyar labdarúgó, csatár, majd edző.

## Sikerei, díjai
CH Bratislava
- Csehszlovák bajnokság
  - bajnok: 1958–59